# Zhang Dewei
Zhang Dewei (chiń. 张德维) – chiński dyplomata.
Ambasador Chińskiej Republiki Ludowej w Phnom Penh (Kambodża). Pełnił tę funkcję w okresie od marca 1985 do września 1989 roku. Jednocześnie był ambasadorem w Królestwie Tajlandii od sierpnia 1985 do marca 1989 roku. Był także ambasadorem w Wietnamie w okresie od grudnia 1988 do lutego 1993.